# Michael Higdon
Pour les articles homonymes, voir Higdon.
Michael Higdon est un footballeur anglais né le 2 septembre 1983 à Liverpool.

## Biographie
Le 4 août 2014 il rejoint Sheffield United.
Le 23 septembre 2015 il est prêté à Oldham Athletic.

## Carrière
- 2003 - 2007 : Crewe Alexandra  Angleterre
- 2007 - 2009 : Falkirk  Écosse
- 2009 - 2011 : Saint Mirren  Écosse
- 2011 - 2013 : Motherwell  Écosse
- 2013 - 2014 : NEC Nimègue  Pays-Bas
- 2014 - : Sheffield United  Angleterre
  - 2015 - : Oldham Athletic  Angleterre (prêt)[1],[2]

## Palmarès
Falkirk Football Club
- Coupe d'Écosse
  - Finaliste : 2009

### Personnel
- Membre de l'équipe-type de Scottish Premier League en 2013
- Au Motherwell Football Club
  - Meilleur buteur de la saison 2012-2013
  - Meilleur joueur de la saison 2012-2013